# تحطم طائرة إلكترا التابعة لشركة ترانس سيرفيس إيرليفت عام 1995
حادث تحطم طائرة ترانس سيرفيس إيرليفت إلكترا عام 1995 وقع في 18 ديسمبر 1995 بالقرب من جامبا، أنغولا، عندما تحطمت طائرة لوكهيد L-188C إلكترا التابعة لشركة ترانس سيرفيس إيرليفت. أسفر الحادث عن مقتل 141 من الركاب وأفراد الطاقم، مما جعله واحدًا من أسوأ حوادث الطيران في المنطقة.
كانت شركة ترانس سيرفيس إيرليفت (TSA) شركة خاصة يقع مقرها الرئيسي في مطار نديلي بالعاصمة كينشاسا. وكانت طائرة إلكترا واحدة من بين عدة طائرات قديمة تشغلها TSA. بُنيت الطائرة عام 1959، وبعد ذلك بيعت إلى TSA في عام 1992 بعد أن خدمت لدى شركات أخرى .
في يوم الحادث، كانت الطائرة تقوم برحلة خاصة لصالح حركة يونيتا (UNITA). بعد فرض الحظر التجاري على يونيتا في عام 1993، كانت هناك رحلات متكررة تُعرف بـ”كسر العقوبات” انطلقت من زائير. وكانت TSA من بين الشركات التي ذُكرت في سياق هذه العمليات. وغالبًا ما كانت هذه الرحلات لا تنقل أسلحة (التي كانت تُمد عادة عبر طرق برية)، بل كانت تحمل في الغالب أفرادًا، ووقودًا، وطعامًا، وإمدادات طبية. فيما بعد، زعمت الحكومة الأنغولية أن الطائرة كانت تحمل أسلحة.
كانت الطائرة تحمل على متنها 139 راكبًا و5 أفراد من الطاقم، أي بأكثر من أربعين شخصًا فوق السعة التي صُممت الطائرة لاستيعابها، دون احتساب الحمولة. تحطمت الطائرة بعد دقيقتين فقط من الإقلاع. وتشير بعض التقارير إلى احتمال انزلاق الحمولة إلى مؤخرة الطائرة، مما أدى إلى اختلال في التوازن وزيادة احتمالية وقوع الحادث.
ذكرت التقارير الأولية من مسؤولي زائير أن الطائرة تحطمت بالقرب من كاهونغولا في مقاطعة لوندا نورت، أثناء نقلها عمال مناجم الماس من العاصمة كينشاسا.
نجا من الحادث المساعد الطيار وراكبان اثنان. وكان هذا الحادث أكثر حوادث الطيران دموية في عام 1995 حتى وقع حادث تحطم رحلة الخطوط الجوية الأمريكية رقم 965 بعد يومين. ولا يزال هذا الحادث هو الأكثر دموية في تاريخ أنغولا حتى الآن.